# Calícrates

Fotografia da parte norte do templo Parthenon em Atenas, retratando quatro homens trabalhando.

Calícrates foi um arquitecto do século V a.C.; projectou em conjunto com Ictinos o Partenon em Atenas, Grécia.
Mais tarde foi encarregado por Péricles de levantar as muralhas que ligavam a cidade de Atenas ao porto de Pireu.